# Коуз (острів Вайт)
Коуз (острів Вайт) (англ. Cowes) — місто та морський порт графства Вайт на півдні Англії. Місто розташоване у північній частині острову Вайт, на західному березі річки Медіна, поблизу місця її впадіння в протоку Солент, що відокремлює острів Вайт від іншої частини Великої Британії. Населення міста становить 9 663 осіб.

## Відомі уродженці та мешканці
- Джеремі Айронс
- Зіта Бурбон-Пармська — майбутня італійська принцеса з династії Пармських Бурбонів, донька Роберто Пармського та Марії Антонії Португальської, дружина останнього імператора Австро-Угорщини Карла I, що навчалася у юності в Коузі.
- Джон Ламбтон, 1-й граф Дарема помер у Ковз у 1840 році.